# فینال جام اتحادیه فوتبال انگلستان ۱۹۸۴
فینال جام اتحادیه فوتبال انگلستان ۱۹۸۴، رقابت پایانی جام اتحادیه فوتبال انگلستان در سال ۱۹۸۴ میلادی است که مابین دو تیم باشگاه فوتبال لیورپول و باشگاه فوتبال اورتون در ورزشگاه ومبلی لندن برگزار شده‌است.
این مسابقه که در تاریخ ۲۵ مارس ۱۹۸۴ انجام شده‌است با نتیجه ۱ بر ۰ به سود تیم باشگاه فوتبال لیورپول به پایان رسید.